# Strohhut

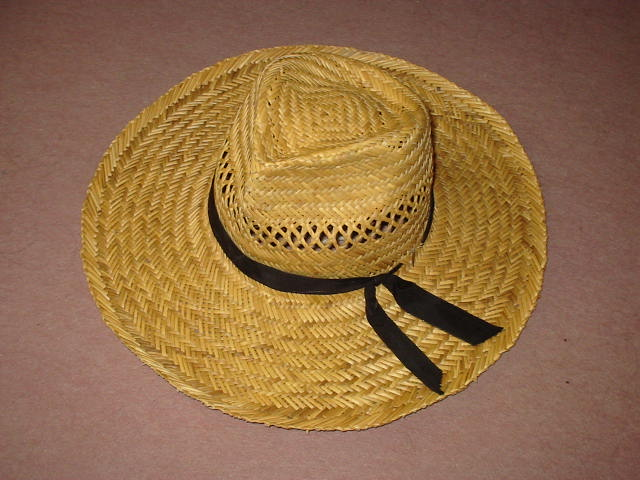
Ein klassischer Strohhut

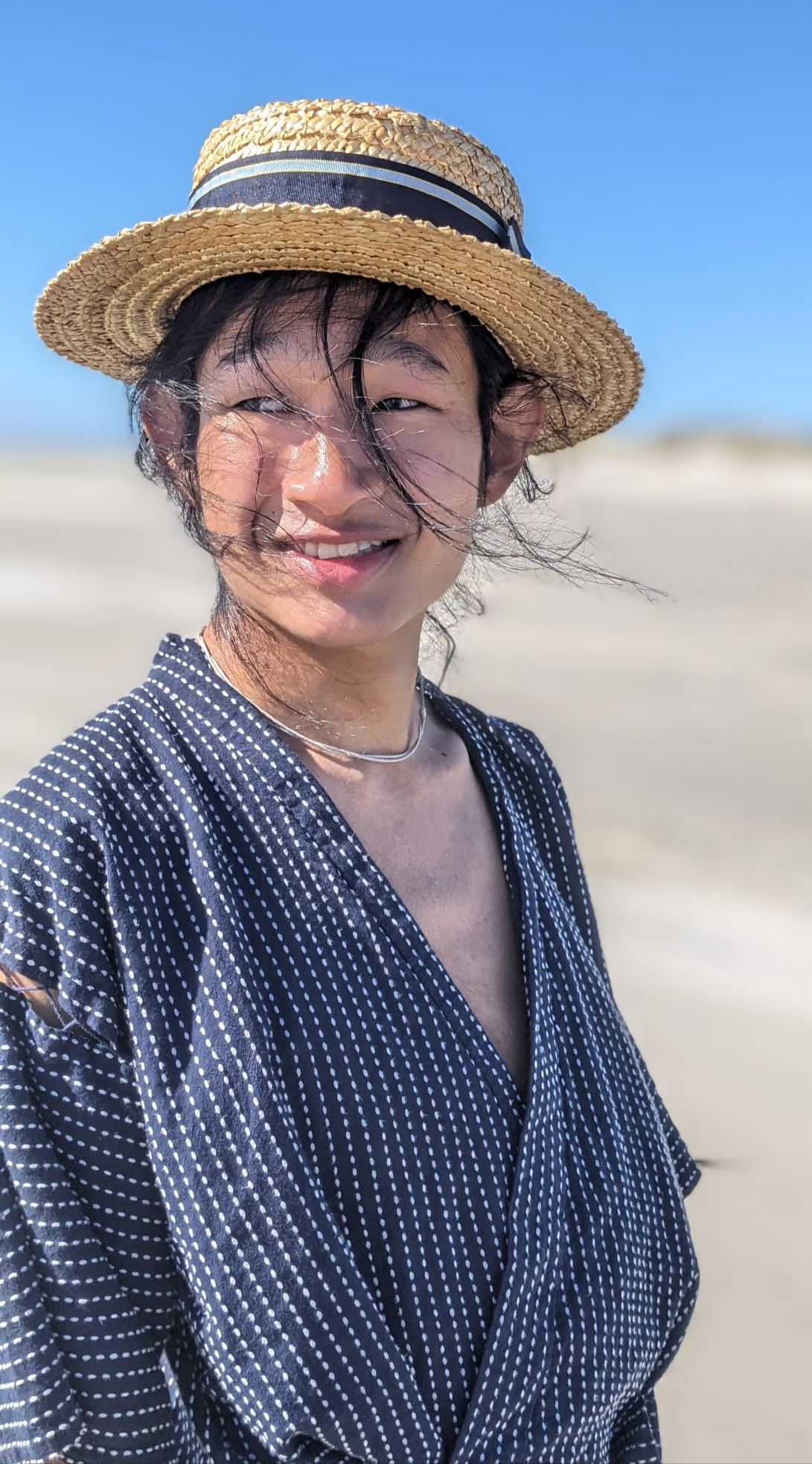
Junger Mann mit Florentiner Strohhut

Ein Strohhut ist eine Kopfbedeckung aus Stroh oder anderen als Stroh bezeichneten Materialien, die vor allem zum Sonnenschutz gebraucht wird.
Die Herstellung erfolgt meistens als Strohflechterei, ein Strohhut wird normalerweise geflochten, er kann aber auch aus sogenannten Mottlets, mehrere Meter langen Zöpfen aus Stroh (oder auch anderem Material), zusammengesetzt werden. Möglich ist auch eine spezielle Variante aus zusammengenähten Strohhalmen (Halm-Strohhut, Chevalier-Hut, Yeddo). Mit dieser Technik ist es möglich, auch brüchigere Getreidestroh-Sorten zu verwenden. Die Herstellung erfolgte früher zumeist in Heimarbeit.

## Allgemeines

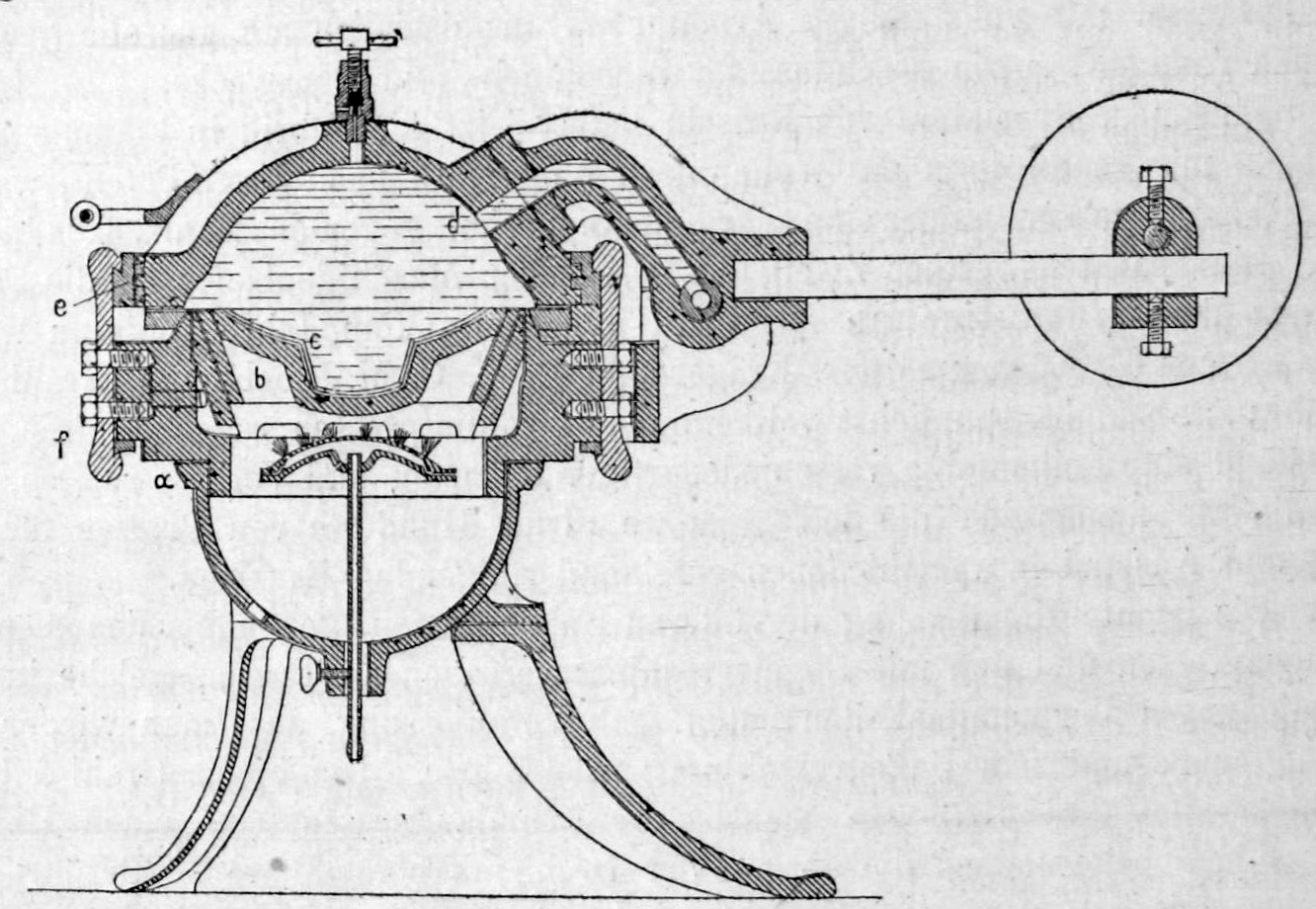
Strohhutpresse von 1878

Der Strohhut stellt vielleicht eine der ältesten in Afrika, Asien und Europa gebräuchlichen Kopfbedeckungen dar, deren Form sich zudem in den Jahrhunderten teilweise kaum veränderte. So bildete er die traditionelle Kopfbedeckung des Stammes der Sachsen im 10. Jahrhundert.

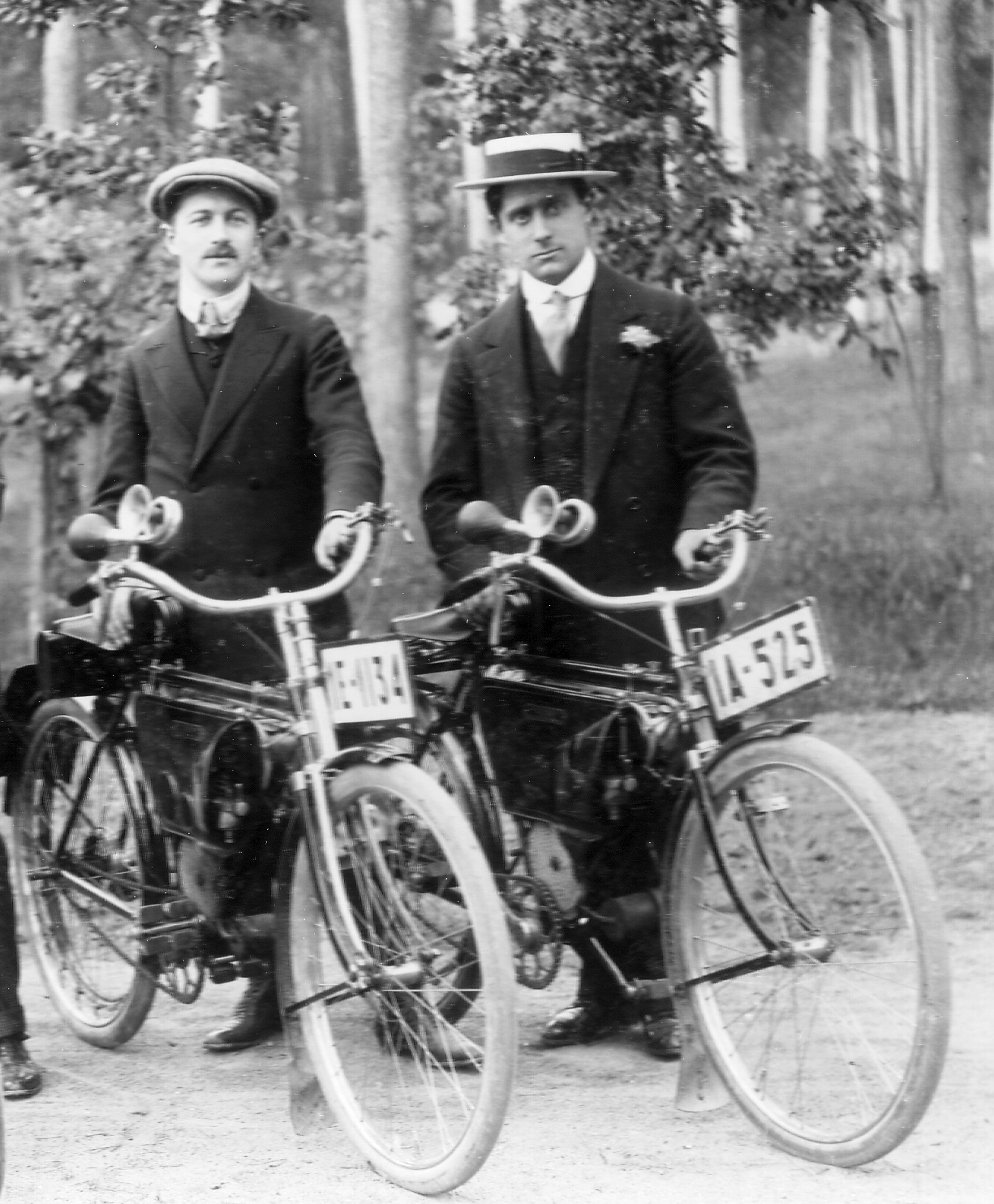
Fredy Budzinski, deutscher Journalist und Radsportler und John Stol, niederländischer Radrennfahrer (r.) mit der typischen „Kreissäge“

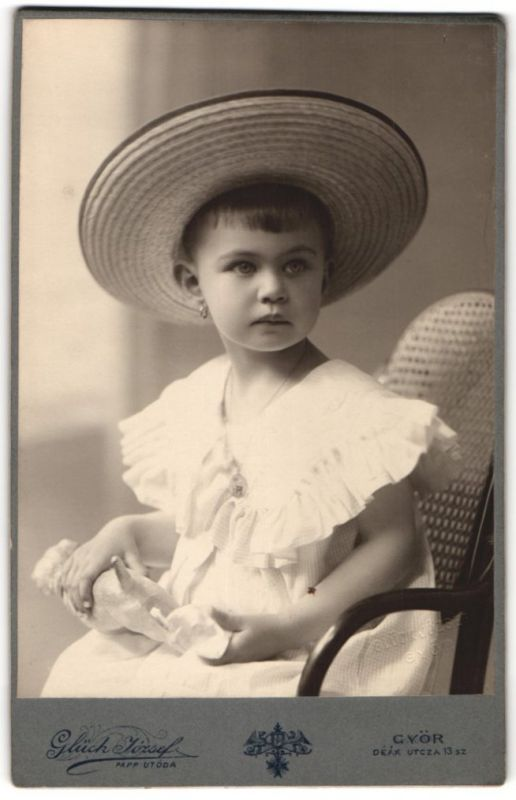
Porträtaufnahme mit Strohhut im Fotostudio in Győr (um 1900)

Eine um 1900 aufgekommene Männermode war der kleine runde Florentiner Strohhut, der wegen seiner Kreisform und seines gezackten Randes auch Kreissäge genannt wurde. Wegen seiner Herkunft von den Seeleuten wurde er im englischen Raum auch Boater, im französischen Canotier oder Matelote genannt. Er gehörte sowohl zur kompletten Sonntagsausstattung des perfekten Gentleman als auch zu den Accessoires bei Bällen und Tanzveranstaltungen. Er ist eine bis heute oft genutzte Kopfbedeckung für US-amerikanische Barbershop-Ensembles. Nicht zu verwechseln ist dieser Strohhut mit dem Florentinerhut für Damen, einem flachen, breitkrempigen Hut, der Mitte des 19. Jahrhunderts als Sommerhut beliebt war.
Lindenberg im Allgäu war bis 1945 Zentrum der deutschen Strohhutindustrie, 1913 betrug dort die Jahresproduktion über 5 Millionen Stück.
Im niedersächsischen Twistringen, südwestlich von Bremen gelegen, gab es bis zum Beginn des 20. Jahrhunderts eine florierende Strohhutindustrie, von der noch heute Reste bestehen. Das ortsansässige Museum der Strohverarbeitung dokumentiert die Geschichte und Entwicklung dieser Industrie von ihren Anfängen bis in die Gegenwart. Dort ist auch der größte Strohhut der Welt zu bestaunen, der mit einem Durchmesser von etwa 5,5 Metern ins Guinness-Buch der Rekorde einging; es handelt sich um einen Hut des Typs Kreissäge in zwanzigfacher Vergrößerung.
In Panama wird der Pintao als traditioneller Strohhut getragen.

## Verwendete Materialien
Häufig verwendete Stroharten sind:
- Toquillastroh: (Panamahut)
- Weizenstroh: (bekannte Sorten sind Milanstroh, Tuscan, Leghorn)
- Buntalstroh: auch Parabuntal von der Buripalme von den Philippinen, wird aus den Stängeln der ungeöffneten Blätter hergestellt.
- Bakustroh: dieses wird aus den jungen Stielen der Talipotpalme hergestellt, kommt meist aus Malabar und Sri Lanka.
- Shantungstroh: welches aus high-performance Papier gewonnen wird,[9] ursprünglich wurde es aus Buntal hergestellt.[7][10]
- Toyostroh: wird aus mit Cellophan beschichtetem Japanpapier hergestellt.
- Bangorastroh: wird aus billigem Japanpapier hergestellt.
- verschiedene Papiergeflechte: aus Viscose (Schweizer Paglinastroh[11]) oder z. B. aus gewachsten „Silkpaper“-Streifen (nicht zu verwechseln mit Seidenpapier) sowie Reispapier.
- Raffia:
- Sisal: auch Parasisal (2x2 gewoben)
- Ramie: wird selten alleine verwendet, meist mit verschiedenen Chemiefasern gemischt, um die Eigenschaften zu verbessern.
- Jute:
- Seegras: (Xian)
- Visca: einem künstlichen Stroh aus Viscose.
- Rushstraw: wird aus Binsen (engl. Rush Grass, Sedges, Bulrush[12][13]) (Juncus effesus, Juncus polycephalus) sowie Riedgräsern (engl. Bulrush, Sedge Grass) Gewöhnliche Teichbinse, Simsen, Echter Papyrus[14][15] und Rohrkolben Typha domingensis, (Syn.: Th. angustata) (engl. Bulrush oder Cattail)[16][17] sowie aus Schilfrohr (engl. Common Reed)[18] hergestellt.
- Abacá: (Sinamayhut)
- Hanffasern:
- künstliches Stroh: wird aus Polypropylen PP, Polyethylen PE[19] sowie aus verschiedenen Mischungen von PP, PE, Acryl, Polyester, Polyamiden (Nylon), Ramie und Papier[20] hergestellt.
- andere Strohfasern die meistens in asiatischen Kegelhüten verwendet werden, sind aus verschiedenen Palmarten (Schopfpalmen, Rattan, Hanfpalmen, Dattelpalmen), aus Grassorten Arundinaria (engl. Cane), Bambus[21] oder aus Reisstroh (Kasahut)[22] hergestellt.
- Chip Straw:[23] wurde aus verschiedenen Kiefernhölzern, Schwarz-Pappel (Lombardische-Pappel) oder aus Silber-Weide (engl. Willow) gewonnen. Historisch wurde es recht häufig verwendet,[24] heutzutage wird es praktisch nicht mehr verwendet.

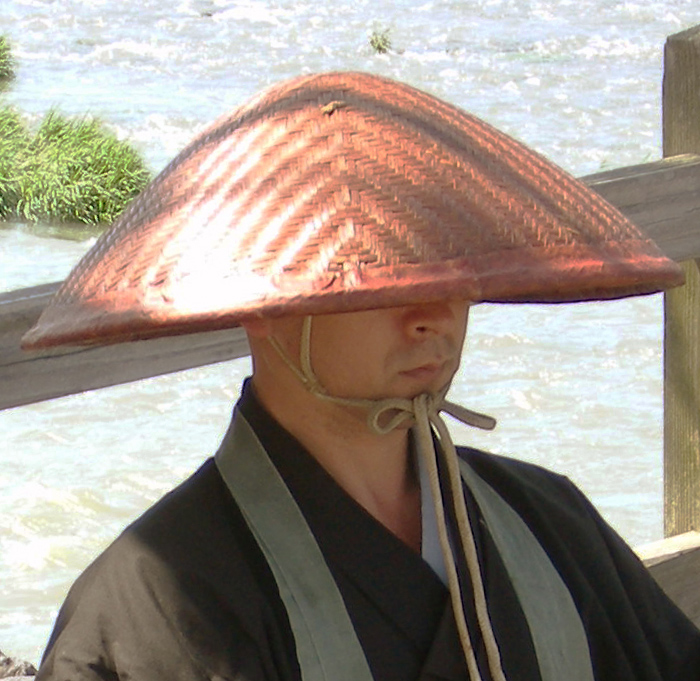
Der Strohhut eines japanischen Sōtō-shū-Zen Mönches
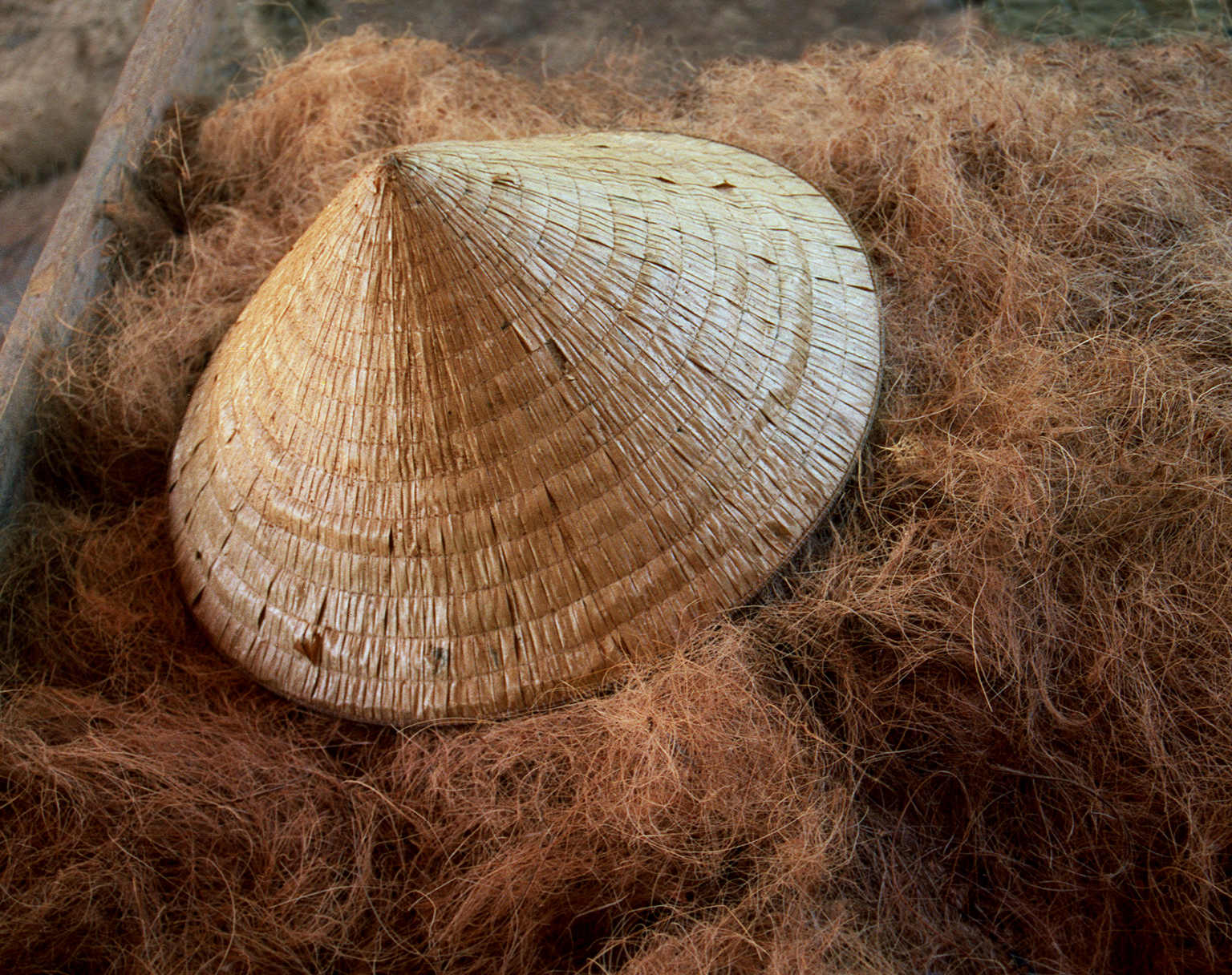
Vietnamesischer Kegelhut (Non La)
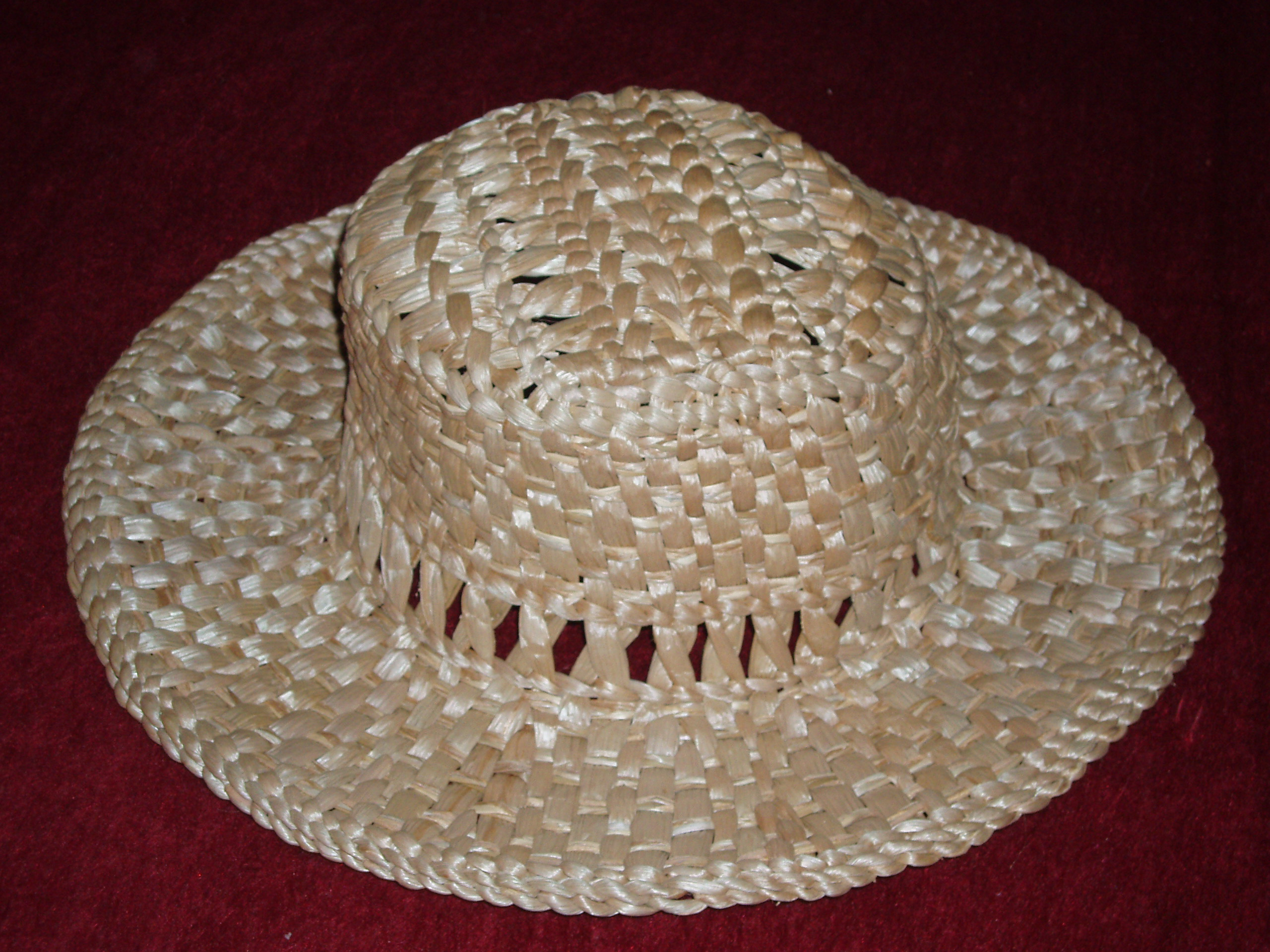
Traditioneller Strohhut aus der Ukraine
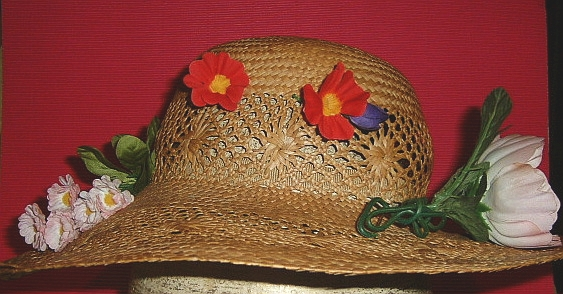
Gärtnerhut aus Stroh
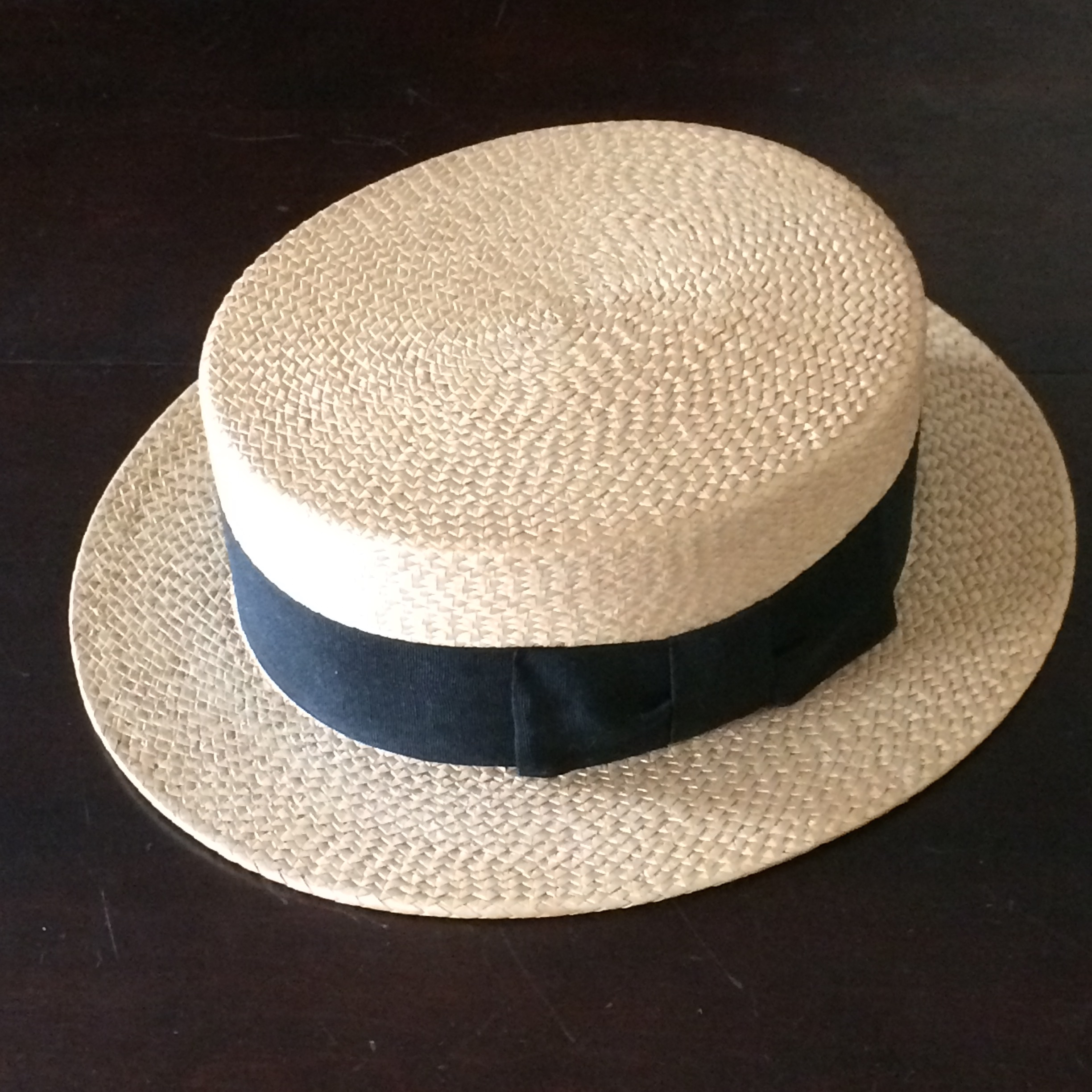
Strohhut, Kreissäge